# ナーマ県
ナーマ県（アラビア語: ولاية النعامة、Naâma）は、アルジェリアの県（ウィラーヤ）。県都はナーマである。メシェリアに空港がある。
7つの地区（ダイラ）と12の基礎自治体からなる。